# Rhaphidophora pilosa
Rhaphidophora pilosa är en kallaväxtart som beskrevs av Peter Charles Boyce. Rhaphidophora pilosa ingår i släktet Rhaphidophora och familjen kallaväxter. Inga underarter finns listade.